# Karl Friedrich Wilhelm von Winterfeldt

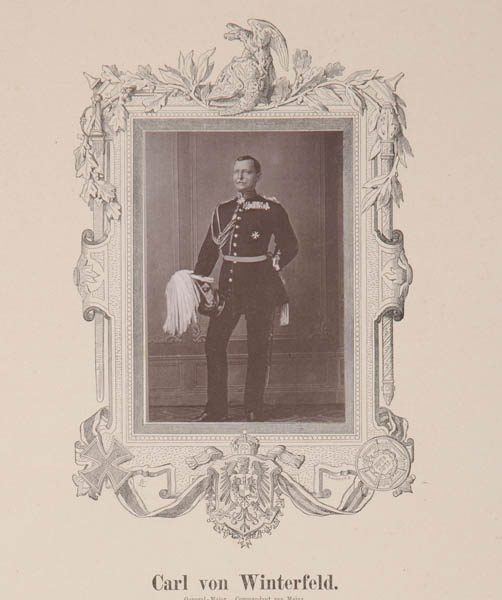
Karl Friedrich Wilhelm von Winterfeldt (1813–1867)

Karl Friedrich Wilhelm von Winterfeldt (* 26. Juli 1813 in Neiße; † 30. März 1867 in Mainz) war preußischer Generalmajor und Kommandant der Festung Mainz.

## Leben

### Herkunft
Seine Eltern waren der Leutnant des 8. Garnisonsbataillons Karl Friedrich Wilhelm von Winterfeldt (1788–1818) und dessen Ehefrau Maria Chorus.

### Werdegang
Er besuchte zunächst das Gymnasium in Breslau, im Jahr 1825 kam er als Kadett nach Potsdam und kam dann am 9. August 1828 Kadett nach Berlin. Von dort ging er als 13. August 1830 als Portepeefähnrich in das 11. Infanterie-Regiment. Am 14. September 1831 wurde er überzähliger Sekondeleutnant und am 14. März 1833 in den Etat übernommen. Anschließend wurde er am 27. August 1839 in das Kadettenhaus nach Wahlstatt abkommandiert, am 30. November 1841 wurde er als Premierleutnant in das Kadettenhaus nach Kulm versetzt, von dort kam er am 31. März 1846 in das 23. Infanterie-Regiment. Am 10. Juni 1848 wurde er zum Hauptmann und Kompaniechef ernannt. Während der Märzrevolution von 1849 nahm er an den Straßenkämpfen in Breslau teil. Am 31. Januar 1850 wurde er mit dem Roten Adlerorden IV. Klasse ausgezeichnet und am 1. April 1853 in das Lehr-Infanterie-Bataillon abkommandiert. Aber schon am 8. November 1853 wurde er zum Major befördert und in das 7. Landwehr-Regiment versetzt, wo er Kommandeur des III. Bataillons in Löwenberg in Schlesien wurde. Am 28. April 1857 wurde er als Bataillonskommandeur in das Kaiser Alexander Garde-Grenadier-Regiment Nr. 1 versetzt und dort am 31. Mai 1859 zum Oberstleutnant ernannt. Während der Mobilmachung von 1859 wurde er am 14. Juni 1859 als Kommandeur des mobilen 3. Garde-Landwehr-Regiments eingesetzt und am 28. Oktober 1859 mit dem Sankt-Stanislaus-Orden II. Klasse mit Krone ausgezeichnet. Am 8. Mai 1860 kam er als Führer zum 1. kombinierten Garde-Grenadier-Regiment kommandiert und am 1. Juli 1860 als Kommandeur in das neu errichtete Königin Elisabeth Garde-Grenadier-Regiment Nr. 3 versetzt. Er wurde dort am 18. Oktober 1861 zum Oberst befördert und am 3. Januar 1863 das Ehrenkreuz II. Klasse des Fürstlichen Hausordens von Hohenzollern ausgezeichnet. Er nahm 1864 am Deutsch-Dänischen Krieg teil und erhielt am 14. Juni 1864 die Schwerter zum Roten Adlerorden und am 21. August 1864 den Orden der Eisernen Krone II. Klasse mit der Kriegsdekoration. Am 13. August 1864 wurde er als Kommandeur in die 6. Infanterie-Brigade versetzt und dazu à la suite des 3. Garde-Grenadier-Regiments gestellt. Am 18. Juli 1865 zum Generalmajor befördert, nahm er 1866 am Deutschen Krieg teil. Er kämpfte im Gefecht bei Gitschin und in der Schlacht bei Königgrätz. Am 20. September 1866 wurde er mit dem Roten Adlerorden II. Klasse mit Eichenlaub und Schwertern am Ringe ausgezeichnet. Anschließend wurde er am 5. März 1867 als Kommandant in die Festung Mainz versetzt und starb dort bereits am 30. März 1867 an einer Lungenentzündung.
Sein Bataillonskommandeur schrieb 1847 in seiner Beurteilung: Ein gebildeter, anständiger, diensteifriger, umsichtiger und recht brauchbarer Offizier, dem es in keiner Weise anzumerken ist, daß er durch seine mehrjährige Wirksamkeit im Kadettenkorps längere Zeit dem preußischen Dienst entzogen gewesen ist. Eignet sich in seiner Tour zur Beförderung zum Hauptmann und Kompaniechef.

### Familie
Er heiratete am 24. Oktober 1843 in Kulm Emilie Stephanie Ida von Kczeski, eine Tochter des Rittergutsbesitzers Anton von Kczeski (* 25. Dezember 1824; † 16. April 1891). Das Paar hatte eine Tochter Hedwig (* 1844), die bereits am 18. April 1858 in Berlin starb.